# Salt Shaker
Salt Shaker är en låt av Ying Yang Twins gästat av Lil Jon och  The East Side Boyz. Den släpptes 7 oktober 2003, från deras tredje studioalbum Me & My Brother. 
Det finns en remix av låten. På den medverkar Fat Joe, Fatman Scoop, Jacki-O, Juvenile, B.G., Pitbull och Busta Rhymes.

## Listplaceringar
| Chart (2004)                         | Peak position |
| ------------------------------------ | ------------- |
| U.S. Billboard Hot 100               | 9             |
| U.S. Billboard Hot R&B/Hip-Hop Songs | 2             |
| U.S. Billboard Hot Rap Tracks        | 2             |